# Chiesa di San Ciriaco alle Terme di Diocleziano
La chiesa di San Ciriaco alle Terme di Diocleziano (in latino Sancti Cyriaci in Thermis) è una chiesa scomparsa di Roma, nel rione Castro Pretorio, costruita all'interno di una struttura delle Terme di Diocleziano.
La chiesa era sede del titolo cardinalizio omonimo.

## Storia
I preti di San Ciriaco alle Terme compaiono già tra i sottoscrittori degli atti dei sinodi romani del 499 e del 595; la chiesa è menzionata anche nel Liber pontificalis, in una bolla di papa Paolo I del 4 luglio 761 e in altri documenti dell'XI e del XIV secolo.
Viene registrata tra le chiese abbandonate di Roma nel catalogo del 1492. Secondo Onofrio Panvinio, il titolo cardinalizio fu trasferito dalla fatiscente chiesa di San Ciriaco alle Terme a quella dei Santi Quirico e Giulitta da papa Sisto IV e nel catalogo del 1555 la chiesa è chiamata Cyriaci in Thermis, alias Quirici et Iulitae regione Montium prope palatium Nervae.
I resti della chiesa erano ancora visibili agli inizi del XVII secolo nella vigna dei certosini di Santa Maria degli Angeli.
Le fondazioni della chiesa sono state ritrovate nel 1873-1874 nei pressi del padiglione sud-ovest del palazzo del ministero delle Finanze, in via Pastrengo.